# Holopogon brunnipes
Holopogon brunnipes là một loài ruồi trong họ Asilidae. Holopogon brunnipes được Meigen miêu tả năm 1820.